# Léopoldine Blahetka
Léopoldine Blahetka, née le 16 novembre 1809 à Guntramsdorf (près de Vienne)  et morte le 17 janvier 1885 à Boulogne-sur-Mer, est une pianiste et compositrice autrichienne.

## Biographie
Léopoldine Blahetka est la fille de Jean Joseph Léopold Blahetka et de Barbara Sophia Traeg, tous deux originaires de Vienne. Très tôt influencée par la musique, les premières leçons lui furent données par sa mère. Elle assista ensuite aux cours privés de Joachim Hoffmann (de), qui enseignait le solfège et surtout le piano à Vienne. Joseph Czerny acheva d’édifier son talent.
Léopoldine Blahetka n'a que huit ans quand elle joue pour la première fois en public à Vienne, le 1er mars 1818. Elle a comme professeur Hieronymus Payer (en) pour le physharmonica et Simon Sechter pour l'harmonie et la composition. Elle fait des voyages aux environs de Vienne. Elle voyage ensuite dans toute l'Allemagne, les Pays-Bas, la France, le Royaume-Uni. Elle est considérée comme un des « beaux talents de l'époque actuelle ». Friedrich Kalkbrenner et Ignaz Moscheles lui donnent des conseils.
Elle rencontre Chopin lors d'un séjour à Vienne en 1829. Il lui propose de jouer des œuvres à deux pianos à Varsovie lors d'une tournée de Léopoldine Blahetka en Pologne.
En 1830, elle fait jouer au théâtre de la Porte de Carinthie, à Vienne, Les Brigands et les Chanteurs. 
Elle réside à Vienne de 1834 à 1840, avant de partir avec ses parents pour Boulogne-sur-Mer, où elle compose et enseigne le piano à domicile. À Boulogne, la famille habite au 43, rue des Vieillards, actuelle rue Félix Adam. Le père de Léopoldine y décède le 9 juillet 1857, à l'âge de 74 ans.
Léopoldine Blahetka et Barbara Traeg déménagent ensuite au 33, rue Monsigny. Cette dernière décède le 26 octobre 1864, à l'âge de 77 ans. 
Malgré la mort de sa mère, Léopoldine demeure à Boulogne-sur-Mer, résidant successivement au 65, rue Royale, actuelle rue Nationale, au 12, rue du Bras d'Or et au 65, rue Nationale jusqu'à sa mort.

## Œuvres

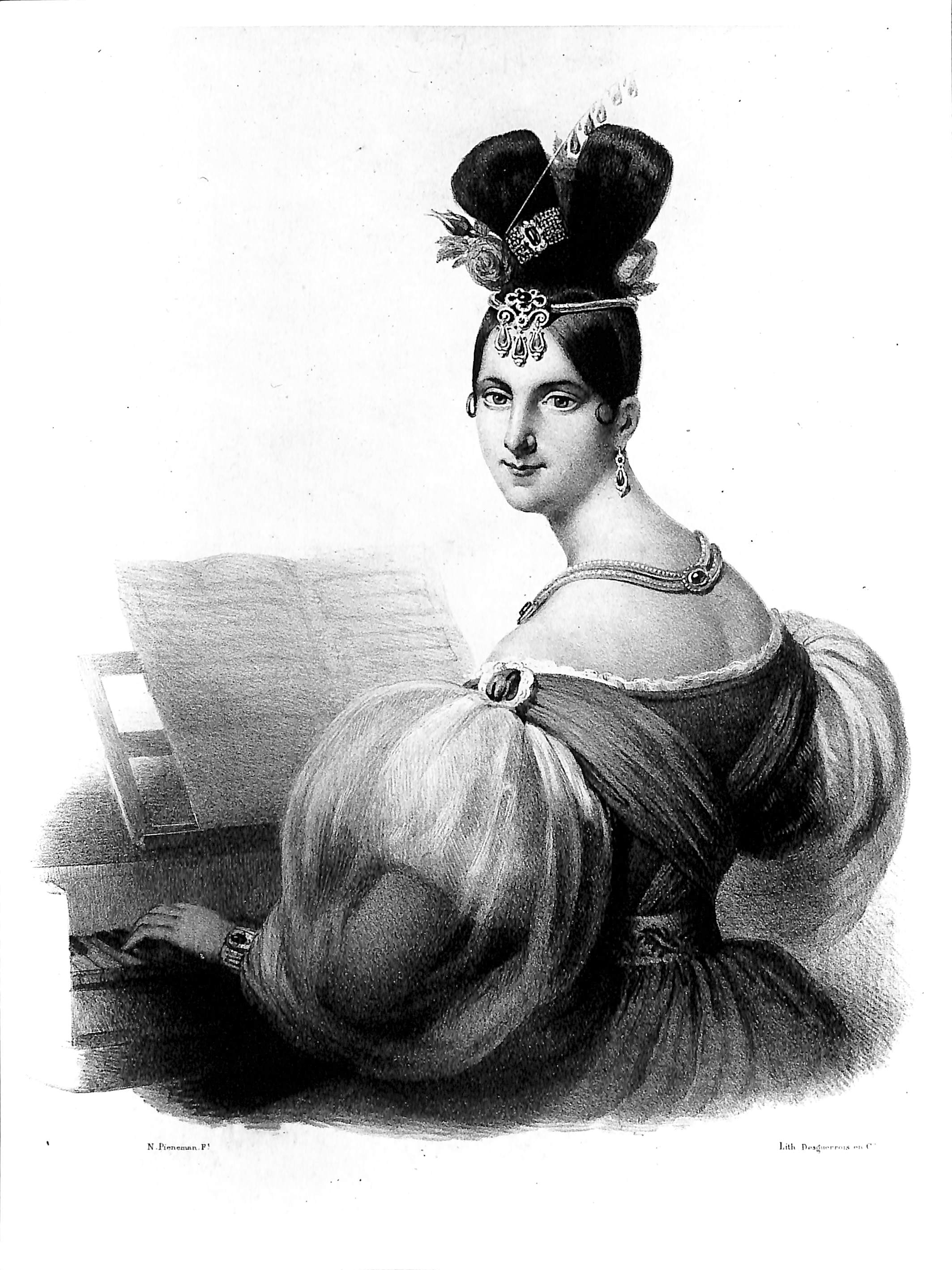
Portrait anonyme de Léopoldine Blahetka au piano.

Léopoldine Blahetka a beaucoup écrit pour le piano. Ses œuvres publiées sont au nombre de 70 environ. La plupart de ses œuvres ont été publiées de son vivant.

### Musique orchestrale
- Variations brillantes, op. 14, pour piano et orchestre
- Variations brillantes sur un thème hongrois, op. 18, pour piano et orchestre ou quatuor à cordes
- Concertstück, op. 25, pour piano et orchestre ou quatuor à cordes
- Souvenir d’Angleterre, op. 38, pour piano et orchestre ou quatuor à cordes

### Musique de chambre
- Trio avec piano, op. 5 ;
- Variations concertantes, op. 10, pour piano et violon ;
- Grande polonaise concertante, op. 11, pour violoncelle et piano ;
- Sonate pour piano et violon obligé, op. 15 ;
- Quatuor avec piano en la majeur, op. 43 ;
- Quatuor avec piano en mi bémol majeur, op. 44.

### Piano
- 14 séries de variations (notamment op. 2, 4, 6, 20, 26 à 29, 33, 39, 63) ;
- Grande polonaise, op. 9 ;
- Polonaise, op. 19 ;
- Fantaisie, op. 30 ;
- 6 valses favorites de Vienne, op. 35 ;
- 3 rondeaux élégants, op. 37 ;
- Fantaisie, op. 40 ;
- 2 Nocturnes, op. 46 ;
- Quadrille des patineurs, op. 56.

### Musique vocale
- Rastlose Liebe, op. 32, pour voix et piano, sur un poème de Johann Wolfgang von Goethe ;
- Ave Maria, op. 57, pour voix et piano ou orgue ;
- Pater Noster, op. 58, pour quatre voix et piano ou orgue ;
- 6 deutsche Lieder, pour voix et piano ;
- La fille de Golconde, pour voix et piano, sur un poème de Joseph Méry.